# Epirrhoe rubrosuffusata
Epirrhoe rubrosuffusata är en fjärilsart som beskrevs av Alpheus Spring Packard 1876. Epirrhoe rubrosuffusata ingår i släktet Epirrhoe och familjen mätare. Inga underarter finns listade i Catalogue of Life.